# Victorica
Victorica – miasto w środkowej Argentynie, w prowincji La Pampa. W mieście znajduje się lotnisko. W 2001 roku miasto liczyło 5571 mieszkańców, a powierzchnia miejscowości to 1 746 km².